# Lino Puglisi
Lino Puglisi (Siracusa, 30 agosto 1930 – Roma, 29 aprile 2012) è stato un baritono e attore italiano.

## Biografia
Nato da genitori entrambi insegnanti, dopo un regolare corso di studi presso il Conservatorio di Torino, iniziò la carriera di cantante lirico giungendo in giovane età, nel 1957, a debuttare al Teatro alla Scala di Milano. Nel corso della sua carriera cantò nei maggiori teatri lirici del mondo interpretando 116 opere diverse e diventando un riferimento nell'interpretazione di Jago in Otello di Giuseppe Verdi, Figaro ne Il barbiere di Siviglia di Gioachino Rossini, il conte di Luna ne Il trovatore di Giuseppe Verdi e in molti altri ruoli operistici. Ha cantato sotto la direzione dei maestri Claudio Abbado, Pierre Dervaux, Victor de Sabata, Gianandrea Gavazzeni, Herbert von Karajan, Rafael Kubelík, Francesco Molinari Pradelli, Thomas Schippers, Tullio Serafin e Ottavio Ziino solo per citarne alcuni.
Fu scelto come primo interprete da, compositori suoi contemporanei come, Ildebrando Pizzetti per Assassinio nella cattedrale data al Teatro alla Scala, da Mario Castelnuovo-Tedesco per The Merchant of Venice rappresentata al Maggio Musicale Fiorentino e da Roman Vlad per La Fantarca registrata dalla Rai. Alla carriera di cantante lirico affiancò quella cinematografica interpretando diversi film fra i quali Vogliamo i colonnelli e Piedone a Hong Kong. Fu insignito delle onorificenze di Commendatore e di Grand’Ufficiale della Repubblica Italiana per meriti artistici, dal presidente Sandro Pertini e ricevette la laurea honoris causa dalla Facultade de Artes Mozarteum di San Paolo.
Era sposato con il soprano Franca Ottaviani con la quale, a fine carriera, si dedicò all'insegnamento del canto e alla preparazione di artisti internazionali. Negli ultimi anni stava per istituire una scuola di canto a Rieti quando morì in un incidente automobilistico sulla SS 4 Salaria.

## Filmografia
- Un caso di coscienza, regia di Giovanni Grimaldi (1970)
- Vogliamo i colonnelli, regia di Mario Monicelli (1973)
- Sessomatto, regia di Dino Risi (1973)
- Piedone a Hong Kong, regia di Steno (1975)
- Verdi, regia di Renato Castellani (1982)